# Pu Zhiqiang

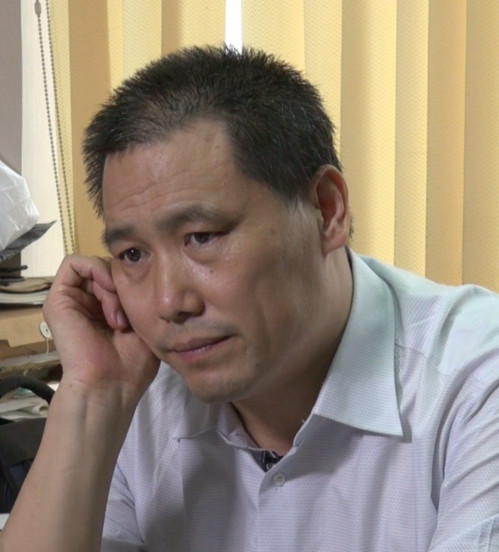
Pu Zhiqiang, 2013

Pu Zhiqiang (chinesisch 浦志强, Pinyin Pǔ Zhìqiáng; * 17. Januar 1965 in der Volksrepublik China) ist ein chinesischer Rechtsanwalt, der sich unter anderem auf Bereiche wie Menschenrechte, Pressefreiheit und auch Produktsicherheit spezialisiert hat. Er darf nach seiner Verurteilung im Dezember 2015 nicht mehr als Rechtsanwalt praktizieren.

## Leben
Pu erlangte einen Bachelorabschluss im Fach Geschichte an der Nankai-Universität in Tianjin im Nordosten Chinas. Seinen Abschluss als Magister in den Rechtswissenschaften LLM machte er 1991 an der Chinesischen Universität für Politikwissenschaft und Recht in Peking. Im Jahre 1989 nahm er an den Demonstrationen der Studenten teil, die zu dem Tian’anmen-Massaker führten. Er lebt und arbeitet in Peking und ist Partner in der Kanzlei Beijing Huayi.

## Arbeit als Anwalt
Pu ist ein prominentes Mitglied der Bewegung Weiquan chinesischer Anwälte und fungierte als Vertreter von Schriftstellern und Journalisten in einigen bekannten regimekritischen Fällen. Diese Tätigkeiten führten dazu, dass er von offiziellen Stellen kritisiert wurde und er bisher mehrmals inhaftiert und verhört wurde.
Zu den von Pu bisher vertretenen Fällen zählten 2004 die Schriftsteller Chen Guidi und Wu Chuntao, die wegen Verleumdung angeklagt waren. Sie hatten in ihrem Bestseller A Survey of the Chinese Peasants einen lokalen Vertreter der Kommunistischen Partei porträtiert. Laut Philip Pan von der Washington Post „waren die Verhandlungsführung vor Gericht und das Kreuzverhör gegen den Funktionär durch Pu so geschickt, dass dieser und die Partei als Ganzes am Ende als die Beklagten erschienen“. Im gleichen Jahr gewann er ein weiteres Verfahren wegen Verleumdung gegen das China Reform Magazine, das kritisch über einen Grundstücksentwickler berichtet hatte.
2006 vertrat er den Dissidenten und Autor  Wang Tiancheng, der den Juraprofessor Zhou Yezhong verklagte, der 5000 Worte aus Wangs Werk ohne Zitierung verwandt haben sollte. Das Gericht erkannte zwar an, dass hier ein Plagiat vorliege, dessen Umfang jedoch unbedeutend im Verhältnis zum Gesamtwerk sei. Pu vermutete in der South China Morning Post, dass die Nichtverurteilung aus politischen Gründen erfolgt sei.
Der politische Blogger und Dissident Feng Hong wurde 2012 auch von Pu verteidigt. Dennoch wurde Feng zu einem Jahr Arbeitslager verurteilt, da er über den damaligen, inzwischen gestürzten Parteichef der Kommunistischen Partei in Chongqing Bo Xilai ein Spottgedicht geschrieben hatte. Nach Bos Sturz verlangte Fang Hong eine Aufhebung seines Urteils und eine Haftentschädigung.

## Verhaftung und Prozess
Im Mai 2014 wurde Pu Zhiqiang unter dem Vorwurf der Unruhestiftung verhaftet. Dies „wurde als eine Warnung an die anderen Menschenrechtsanwälte in China gesehen, in ihrem Engagement nicht zu weit zu gehen“. Im Juli 2014 demonstrierten in Hongkong verschiedene Aktivisten gegen die Inhaftierung von Pu und weiterer vier Anwälte, die im Mai 2014 mit Pu an einer Demonstration zur Anerkennung des Tian’anmen-Massakers durch die Zentralregierung Chinas teilgenommen hatten. Pu werden sieben sarkastische Kurznachrichten auf dem Kurznachrichtendienst Weibo vorgeworfen. Am 14. Dezember 2015 wurde der Prozess gegen Pu vor dem Mittleren Volksgericht Nr. 2 in Peking eröffnet. Dabei kam es vor dem durch Sicherheitskräfte abgeschirmten Gebäude zu Auseinandersetzungen zwischen chinesischen Unterstützern Pus und Vertretern ausländischer Medien sowie ausländischen Diplomaten, die an dem Verfahren als Beobachter teilnehmen wollten bzw. Erklärungen zur Behandlung Pus abgeben wollten. Die Behörden erklärten den Ausschluss der Pressevertreter und Diplomaten mit einer Überfüllung des Gerichtssaals. Pus Anwalt plädierte im Namen seines Mandanten auf „unschuldig“ angesichts von Anklagepunkten, die auf „Aufruf zum ethnischen Hass“ und „Anstachelung zum Streit“ beruhten. Die Anklage akzeptierte dabei einige der vorgelegten Beweise nicht und die Vorwürfe basierten daraufhin allein auf der Reihe von Kurznachrichten. Pus Anwalt erklärte nach dem Ende der Verhandlung, die von 9 Uhr morgens bis 12 Uhr mittags gedauert hatte, dass Pu sich nicht zur Anklage geäußert, aber erklärt habe, dass er die Art und Weise der Bemerkungen bereue und sich in Zukunft zurückhaltender ausdrücken wolle. Die englischsprachige chinesische Zeitung Global Times verurteilte am Tag nach dem Prozess das Auftreten der westlichen Diplomaten als einen unzulässigen Versuch, die chinesische Justiz zu beeinflussen, da man auf der Unschuld des Angeklagten beharre, und betonte, das Gericht werde sein Urteil entsprechend den Gesetzen fällen. Das Gericht verurteilte Pu am 22. Dezember 2015 zu einer dreijährigen Bewährungsstrafe. Das Gericht befand ihn für schuldig, mit seinen Mikroblognachrichten ethnische Gewalt geschürt zu haben, was schwerwiegende soziale Folgen gehabt habe. Trotz Ermahnungen habe er seine Beiträge nicht geändert, was seine Absicht gezeigt habe, ethnisch gegründete Unruhe zu stiften, wurde dazu erklärt. Er darf fortan nicht mehr als Anwalt praktizieren, da er rechtskräftig verurteilt ist. Er muss sich regelmäßig bei der Polizei melden und darf nicht mehr mit Journalisten sprechen. Pu wurde unmittelbar nach der Urteilsverkündung aus der Haft entlassen. Journalisten und Diplomaten wurden zu der als öffentlich erklärten Urteilsverkündung nicht zugelassen mit der Begründung, der Gerichtssaal sei voll.
Pus Anwalt Mo Shaoping vertrat die Meinung, dass der Prozess Leitlinien dafür setzen würde, was Chinesen im Internet sagen dürften, und dass es sich bei dem Prozess um eine grundsätzliche Auseinandersetzung um die Freiheit der Meinung und Rede handele. Nach der Urteilsverkündung bekräftigte er diese Meinung und erklärte, dass er mit dem Urteil nicht einverstanden sei und einen Freispruch für seinen Mandanten fordere.
Mit dem Ende einer zehntägigen Aufenthaltsüberwachung im Anschluss an das Urteil erklärte sein Anwalt Mo Shaoping, dass Pu nicht beabsichtige, Einspruch gegen das Urteil bei einem höheren Gericht einzulegen, da er unter den gegebenen Umständen nur sehr geringe Chancen sehe, das Urteil zu ändern.
Im April 2016 wurde Pu von den chinesischen Justizbehörden entsprechend dem Gesetz infolge seiner rechtskräftigen Verurteilung die Zulassung als Anwalt entzogen.